# Federico Melchor Fernández
Federico Melchor Fernández (Madrid 10 d'abril de 1915 – 11 de setembre de 1985) fou un periodista i polític espanyol d'ideologia comunista. És pare del director de cinema Jorge Amat.
Inicialment milità en les Joventuts Socialistes d'Espanya, en les quals fou secretari i comptador de la Comissió executiva al V Congrés de 1934. Treballà com a periodista a Renovación i Claridad.
El 1936 formà part, juntament amb Santiago Carrillo, José Laín Entralgo i José Cazorla Maure, del Comitè Nacional d'Enllaç d'unificació amb l'UJCE de la que en sorgiren les Joventuts Socialistes Unificades. En aquell moment, juntament amb Carrillo, ingressaria al Partit Comunista d'Espanya.
Durant la guerra civil espanyola va ser delegat de Seguretat i Assalt en la Junta de Defensa de Madrid; també fou director general de propaganda en el Ministeri d'Estat sota el govern de Juan Negrín; en el front capità de companyia en el Batalló Octubre i cap d'operacions de la 34a Divisió.
Inicialment estigué exiliat a París, on edità la revista Juventud, de les JSU. En començar la Segona Guerra Mundial fou expulsat de França i marxa cap a Mèxic, on fou redactor d'España Popular i dirigí i el butlletí de la UGT. En acabar la guerra tornà a Europa i s'establí a Bucarest, on fou redactor de Radio España Independiente, i després a París, on dirigí l'oficina d'informació del PCE, el setmanari Informaciones i Mundo Obrero fins a 1974.
Cap al 1976 va tornar clandestinament a Espanya per tal de dirigir Mundo Obrero a l'interior. Un cop legalitzat el PCE va ser membre del seu Comitè Executiu fins a la seva mort a Madrid el 1985.